# Michael Reiziger
Michael John Reiziger (Amstelveen, 1973. május 3. –) holland labdarúgó, aki többnyire jobbhátvédként szerepelt csapataiban. A 2006/2007-es szezon végén vonult vissza a PSV Eindhoven játékosaként.

## Pályafutása
Profi pályafutását az Ajax Amszterdamban kezdte 1990-ben. Három szezonon át szerepelt az Ajaxban, 1992-ben UEFA kupát, 1993-ban holland kupát nyert a csapattal. A következő szezont az FC Volendamban töltötte kölcsönben, majd a következő bajnokság kezdetekor már az  FC Groningenben szerepelt szintén kölcsönben. Az 1994/1995-ös szezonban tért vissza nevelőegyesületéhez, ahol immár alapemberként, tagja volt a holland bajnokságot, a Bajnokok Ligáját, az Európai-Szuperkupát, és a Interkontinentális kupát megnyerő csapatnak. A következő évben ismét holland bajnok és Bajnokok Ligája döntős ahol az olasz Juventus FC-vel szemben maradt alul csapata. 1996-ban szerződést kötött az AC Milannal, de egy súlyos sérülés következtében nem tudott maradandót alkotni, így a szezon végén távozott. Új állomáshelye Spanyolország volt, mégpedig az FC Barcelona, ahol hét szezonon keresztül játszott, s ezalatt két spanyol bajnoki címet, valamint egy Copa del Rey elsőséget jegyezhetünk fel. 2004-ben a Barcelonánál nem hosszabbítottak szerződést vele, így ingyen igazolhatóvá vált a Bosman-szabály értelmében, így a 2004/2005-ös szezont már a Middlesbroughban kezdte meg. A következő bajnokság startját már a szülőhazájában kezdte a PSV Eindhoven színeiben ahol az elkövetkező két évben, két holland bajnoki elsőséget ünnepelhetett, karrierje lezárásaképpen.